# Hal Greer
Harold Everett Greer (ur. 26 czerwca 1936 w Huntington, zm. 14 kwietnia 2018 w Arizonie) – amerykański koszykarz, występujący na pozycjach rozgrywającego lub rzucającego obrońcy,  mistrz NBA z 1967, członek Koszykarskiej Galerii Sław.
Greer studiował na Marshall University. Do NBA został wybrany w drafcie 1958 przez Syracuse Nationals. W organizacji tej, od 1963 działającej jako Philadelphia 76ers, spędził całą karierę (1958-1973). W 1967 poprowadził swój zespół (z Wiltem Chamberlainem w składzie) do mistrzostwa, przerywając tym samym długoletnią dominację Boston Celtics (8 tytułów z rzędu).
Dziesięć razy brał udział w meczu gwiazd NBA (MVP w 1968). W 1996 znalazł się wśród 50 najlepszych graczy występujących kiedykolwiek w NBA. Jego koszulka (z numerem 15) została zastrzeżona przez 76ers.

## Osiągnięcia

### NCAA
- Uczestnik turnieju NCAA (1956)
- Mistrz sezonu regularnego konferencji MAC (1956)
- MVP Konferencji (1958)
- Wybrany do:
  - składów All-Conference (1957, 1958)
  - składu AP All-America Honorable Mention (1958)
  - Akademickiej Galerii Sław Koszykówki (2006)[2]
- Lider wszech czasów uczelni pod względem skuteczności rzutów z gry (54,6%)

### NBA
- Mistrz NBA (1967)[3]
- MVP meczu gwiazd NBA (1968)[4]
- Uczestnik meczu gwiazd:
  - NBA (1961–1970)[5]
  - Legend NBA (1984)[6]
- Wybrany do:
  - II składu NBA (1963–1969)[7]
  - grona 50 Najlepszych Zawodników w Historii NBA (NBA’s 50th Anniversary All-Time Team – 1996)[8]
  - składu najlepszych zawodników w historii NBA, wybranego z okazji obchodów 75-lecia istnienia ligi (2021)[9]
  - Koszykarskiej Galerii Sław (Naismith Memorial Basketball Hall Of Fame - 1982)[10]
- Klub Philadelphia 76ers zastrzegł należący do niego w numer 15[11]
- Lider
  - play-off w skuteczności rzutów z gry (1960)[12]
  - wszech czasów klubu 76ers w liczbie zdobytych punktów